# Bockmålla
Bockmålla (Chenopodium hircinum) är en amarantväxtart som beskrevs av Heinrich Adolph Schrader. Enligt Catalogue of Life ingår Bockmålla i släktet ogräsmållor och familjen amarantväxter, men enligt Dyntaxa är tillhörigheten istället släktet ogräsmållor och familjen amarantväxter. Arten förekommer tillfälligt i Sverige, men reproducerar sig inte. Utöver nominatformen finns också underarten C. h. milleanum.